# George Carlin
George Denis Patrick Carlin (12. května 1937, Manhattan, New York, USA – 22. června 2008, Santa Monica, Kalifornie, USA) byl americký stand-up komik, kritik sociálních poměrů, satirik, herec, spisovatel a autor, který získal pět Cen Grammy za svá komediální alba.
Byl proslulý svým černým humorem, stejně jako názory na politiku, anglický jazyk, psychologii, náboženství a různá další tabu témata. On sám se svou komediální scénkou nazvanou Seven dirty words (Sedm ošklivých slov) se v roce 1978 stal jádrem soudního případu F.C.C. v. Pacifica Foundation, projednávaném u Nejvyššího soudu Spojených států amerických, ve kterém byla rozhodnutím 5 soudců proti 4 potvrzena pravomoc vlády k regulaci neslušného obsahu ve veřejných rozhlasových stanicích.
První z jeho čtrnácti stand-up speciálů pro televizní stanici HBO byl natočen roku 1977. Od konce 80. let se jeho výstupy zaměřovaly na sociálně-kulturní kritiku moderní americké společnosti. Často komentoval současné politické dění ve Spojených státech a satirizoval excesy americké kultury. Jeho poslední speciál pro HBO, It's Bad for Ya (To ti škodí), byl natočen méně než čtyři měsíce před jeho smrtí.
V roce 2004 se umístil na 2. příčce žebříčku americké televizní stanice Comedy Central 100 největších stand-up komiků všech dob, a to před Lenny Brucem a za Richardem Pryorem. Během třicetileté éry Johnnyho Carsona často vystupoval a jako host i uváděl The Tonight Show Starring Johnny Carson. Uváděl také první díl Saturday Night Live. V roce 2008 mu byla posmrtně udělena cena Marka Twaina za americký humor.

## Mládí
Narodil se na Manhattanu, jako druhý syn Mary (Beary), sekretářky, a Patricka Carlina, celonárodního reklamního manažera časopisu New York Sun. On sám byl irského původu a byl vychován v římskokatolické víře; sám sebe nazýval irským katolíkem.
Vyrostl v ulici West 121st Street, ve čtvrti sousedící s Manhattanem, o které později v jednom ze svých stand-up vystoupení prohlásil, že jí s kamarády říkali "White Harlem" (Bílý Harlem), protože to znělo o dost drsněji, než její skutečné jméno Morningside Heights (volně přeloženo Ranní vršky). Byl vychován svou matkou, která otce opustila, když mu byly dva měsíce. Navštěvoval Corpus Christi School, římskokatolickou farní školu při kostelu Corpus Christi Church, ve čtvrti Morningside Heights. Po třech semestrech, ve věku 15 let, opustil nedobrovolně školu Cardinal Hayes High School v Bronxu a krátce navštěvoval Bishop Dubois High School v Harlemu. Se svou matkou prožíval složité vztahy a často utíkal z domova. Později nastoupil k Letectvu Spojených států amerických a nastoupil výcvik radarového technika. Byl umístěn na základnu Barksdale Air Force Base v Bossier City v Louisianě.
V té době začal pracovat jako diskžokej na rádiu KJOE, v nedalekém městě Shreveportu. Svůj nábor k letectvu neabsolvoval až do konce. Byl nadřízenými označen jako "unproductive airman" (neproduktivní letec) a 29. června 1957 byl propuštěn. Během svého působení v letectvu stanul třikrát před vojenským soudem a obdržel také mnoho discipinárních trestů.

## Kariéra
V roce 1959 začal společně s Jackem Burnsem vystupovat jako komediální skupina, zatímco oba pracovali pro rozhlasovou stanici KMNY ve Fort Worthu v Texasu. Po úspěšných vystoupeních ve fortworthské beatové kavárně, The Cellar (Sklep), Burns a Carlin odjeli v únoru 1960 do Kalifornie a vystupovali spolu dva roky, než se vydali každý na vlastní dráhu.

### 60. léta 20. století
V roce 1960 během prvních týdnů po příjezdu do Kalifornie dali dohromady zkušební nahrávku a vytvořili dvojici The Wright Brothers (Bratři Wrightové), show na rozhlasové stanici KDAY v Hollywoodu. Skupina tam pracovala tři měsíce a po nocích vypilovávala svůj materiál v beatnických kavárnách. Když byl po letech oceněn hvězdou na hollywoodském chodníku slávy, požadoval, aby byla umístěna před studia KDAY, poblíž rohu Sunset Boulevard a Vine Street. Burns a Carlin nahráli v květnu 1960 v Cosmo Alley v Hollywoodu jejich jediné album Burns and Carlin at the Playboy Club Tonight.
V 60. létech se začal objevovat v různých televizních show, zejména v The Ed Sullivan Show a The Tonight Show.

## Nejznámější televizní výstupy
- The Indian Sergeant
- Stupid disc jockeys
- Al Sleet
- Jon Carson

Variace na první tři z těchto vystoupení se objevily na jeho debutovém albu z roku 1967, Take Offs and Put Ons, nahrané živě v roce 1966 v The Roostertail v Detroitu.

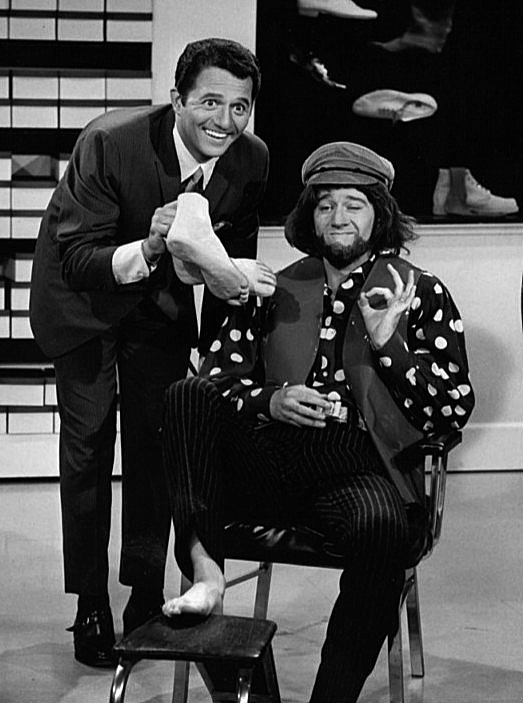
Carlin se zpěvákem Buddym Grecem v Away We Go.

Během tohoto období se stal populárním díky častému účinkování a také občasnému uvádění The Tonight Show, nejprve s Jackem Paarem v roli hostitele a následně s Johnnym Carsonem. Stal se jedním z nejčastějších náhradníků v období téměř třicetiletého Carsonova kralování. Byl také obsazován do Away We Go, show vysílané na stanici CBS. Materiál z doby jeho rané kariéry a také jeho vzevzření, tvořené obleky a krátkým účesem, byly vnímány jako konvenční, zvláště v porovnání s jeho pozdějšími materiály aktivistickými.
Osobně byl při zatčení Lennyho Bruce pro nemravnost. Když začala policie zajišťovat diváky z publika kvůli výslechu, požádala jej, aby se identifikoval průkazem. Odpověděl, že vládou vydané identifikační průkazy neuznává, za což byl zatčen a odvezen do vězení společně s Brucem.

### 70. léta
Nakonec změnil jak svá vystoupení, tak i své vzezření. Kvůli svému stylu oblékání, na tehdejšího komika podivnému, přišel o některá domluvená televizní vystoupení. Nosil seprané džínsy, neskrýval dlouhé vlasy, plnovous a náušnice, a to v době, kdy byli pravidlem na krátko ostříhaní a dobře oblečení komici. Využil svou osobu jako odrazový můstek pro nový druh humoru. Ed Sullivan ho uvedl v představení "The Hair Piece" ("Scénka s vlasy"), kde si znovu rychle získal oblibu publika, které pochopilo jeho smysl pro eleganci.
V tomto období také vypiloval svoji patrně nejznámější scénku Seven Words You Can Never Say on Television (Sedm slov, která nikdy nesmíte říct v televizi), která byla vydána na albu Class Clown. Na letním festivalu v Milwaukee byl dne 21. července 1972, po vystoupení s touto scénkou, zatčen a obviněn z porušování mravnostních zákonů. Tento spor, který jej na čas přiměl k jejich názvu "the Milwaukee Seven" (Milwaukská sedmička), byl v prosinci téhož roku zamítnut. Soudce konstatoval, že jazyk byl neslušný, ale že měl právo tato slova pronést, pokud nezpůsobil žádnou výtržnost. V roce 1973 si u Federálního úřadu pro sdělovací prostředky (FCC) stěžoval nějaký muž poté, co se svým synem slyšel podobnou scénku Filthy Words (Ohavná slova) z dalšího alba Occupation: Foole (Povolání:Blázeň), vysílané jednoho odpoledne na rozhlasové stanici WBAI v New Yorku, náležící k síti nezávislých rozhlasových stanic "Pacifica Network". Pacifica obdržela předvolání k soudu od FCC, který požadoval udělení pokuty společnosti, za porušení nařízení FCC, zakazujícího vysílání obscénního materiálu. Nejvyšší soud Spojených států amerických žalobu FCC potvrdil hlasováním 5 ku 4, usnesením, že scénka byla "neslušná, ale ne obscénní," a že FCC má právo zakázat takové vysílání v době, kdy je pravděpodobné, že jsou mezi posluchači děti (F.C.C. v. Pacifica Foundation, 438 U.S. 726 (1978), Soudní dokumentace obsahuje přesnou transkripci scénky).
Hovno, chcát, mrdat, píča, čurák', 'zmrd a kozy. To je těch sedm těžkotonážních. To jsou ty, který nakazí tvojí duši, ohnou ti záda a zabrání týhle zemi vyhrát válku.

Tato kontroverze nicméně přispěla k jeho proslulosti. Nakonec téma "ohavných slov" rozšířil o zdánlivě nekončící závěr vystoupení (končící vytrácením se jeho hlasu v televizní verzi HBO a doprovázením závěrečných titulků záznamu představení Carlin at Carnegie, speciálu sezóny 1982-83) a soubor 49 webových stránek seřazených podle předmětu a zahrnujících jeho "Incomplete List Of Impolite Words" (Neúplný seznam neslušných slov)
Během jevištního představení, když interpretoval jeho "Ošklivá slova", se dozvěděl, že jeho poslední album FM & AM získalo cenu Grammy. V půli představení na albu Povolání:Blázeň je slyšet jak někomu děkuje za předání lístku papíru. Poté vykřikne: "Shit!" ("Doprdele!") a hrdě ohlásí ocenění publiku.
Dne 11. října 1975 uváděl premiérové vysílání show Saturday Night Live, stanice NBC, jediné epizody (alespoň do roku 2007), ve které se uvaděč (na svůj požadavek) neobjevil ve scénkách. Následující sezónu 1976-1977 se pravidelně objevoval v sérii estrádních show skupiny Tony Orlando & Dawn na televizní stanici CBS.
V roce 1976, když se jeho kariéra zdála být na vrcholu, neočekávaně přestal s pravidelným vystupováním. Dalších pět let zřídka vystupoval ve stand-upech, ačkoli právě v této době začal dělat speciály pro stanice HBO jako součást cyklu On Location. Později přiznal, že během tohoto volnějšího období prodělal první ze tří srdečních mrtvicí. Jeho první dva speciály pro HBO byly vysílány v letech 1977 a 1978.

### 80. a 90. léta
V roce 1981 se vrátil na jeviště, vydal A Place for My Stuff a vrátil se do HBO a do New Yorku s televizním speciálem Carlin at Carnegie natočeném v Carnegie Hall a vysílaném v sezóně 1982-83. Následující dekádu a půl pokračoval každý rok nebo přesrok speciály pro HBO. Všechna jeho alba jsou od té doby tvořena speciály pro HBO.

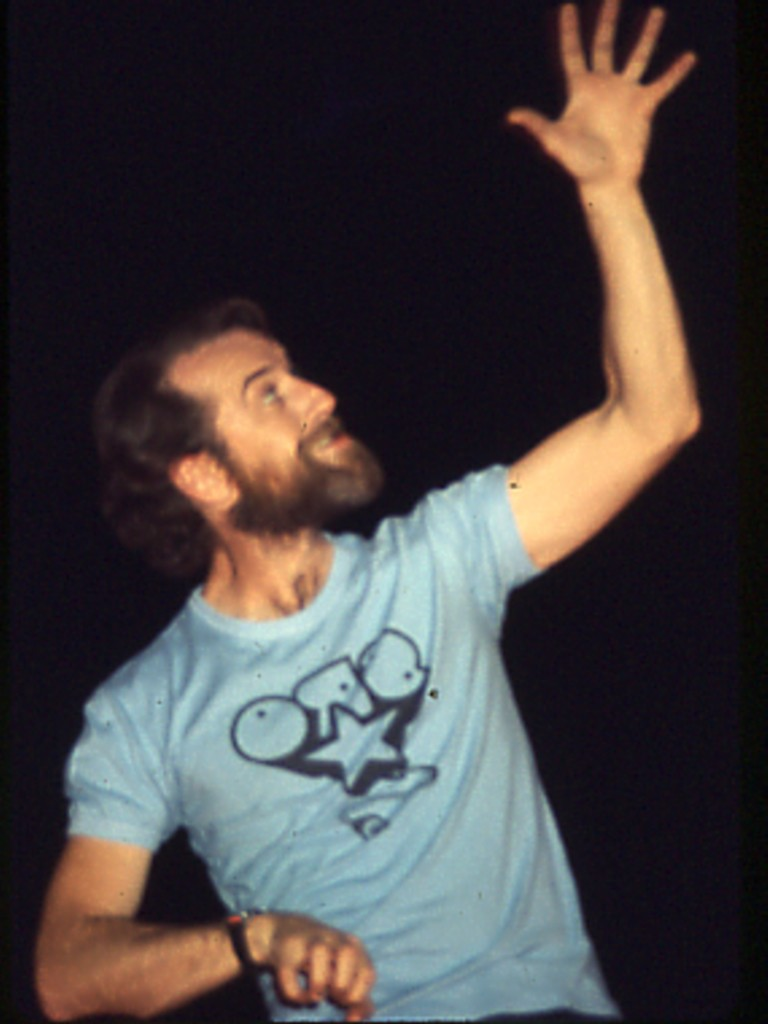
Na představení v Harrisburgu, Pennsylvania

10. listopadu 1984 uváděl podruhé Saturday Night Live, tentokrát se objevil i v několika skečích.
Jeho herecká kariéra byla odstartována výraznou vedlejší rolí v komediálním hitu Outrageous Fortune, s Bette Midlerovou a Shelly Longovou v hlavních rolích. Byla to první významná filmová role po několika předcházejících hostujících rolích v televizních seriálech. Hrál tuláka Franka Madrase, jehož role zesměšňovala doznívající vliv tzv. "counterculture" 60. let. V roce 1989 si získal popularitu u nové generace teenagerů, když byl obsazen do role Rufuse, cestovatele časem a mentora hlavních postav ve filmu Skvělé dobrodružství Billa a Teda. Tuto roli si zopakoval v pokračování Neskutečná cesta Billa a Teda (1991) i v první sérii animovaného seriálu. V letech 1991 až 1995 byl vypravěčem americké verze dětské show Thomas the Tank Engine & Friends a v letech 1991 až 1993 hrál pana Průvodčího (Mr. Conductor) v Shining Time Station a znovu pak v Mr. Conductor's Thomas Tales a Storytime with Thomas. V roce 1991 měl Carlin významnou vedlejší roli ve filmu Pán přílivu, kde po boku Nicka Nolteho a Barbry Streisand ztvárnil homosexuálního souseda sebevražedné sestry hlavního hrdiny.
V roce 1993 odstartoval na televizní stanici FOX sitcom The George Carlin Show, kde hrál newyorského taxikáře George O'Gradyho. Show vytvořil a scénář napsal Sam Simon, spolutvůrce seriálu Simpsonovi a do prosince 1995 se vysílalo 27 epizod.
Ve své poslední, posmrtně vydané, knize Last Words (Poslední slova), napsal o této své show: "Byl jsem neskutečně šťastný, když byla show zrušena. Byl jsem otrávený tím, že mě odvedla od mé skutečné práce."
V roce 1997 vyšla jeho první pevně vázaná kniha Brain Droppings. Prodalo se jí téměř 900 tisíc kopií a v žebříčku bestsellerů novin New York Times se udržela 40 týdnů.
V roce 1997 byl na aspenském festivalu komedie ("Aspen Comedy Festival") oceněn za retrospektivní album George Carlin: 40 Years of Comedy.
V roce 1999 obdržel vedlejší roli satirického římskokatolického kardinála ve filmu Kevina Smitha Dogma. Se Smithem opět spolupracoval při epizodním výstupu v Jay a Mlčenlivej Bob vrací úder a později si zahrál netypicky vážnou roli ve filmu Táta na plný úvazek jako fyzicky pracující otec hlavní postavy, ztvárněné Benem Afleckem.

### Po roce 2000
V roce 2001 obdržel na 15. ročníku udělování "American Comedy Awards" (americká komediální cena) ocenění za celoživotní úspěchy. V prosinci 2003 podal kalifornský republikánský zástupce Sněmovny reprezentantů U.S.A, Dough Ose, návrh zákona (H.R. 3687), který stavěl vysílání jeho "sedmi ošklivých slov" mimo zákon,, (složeniny (včetně pomlčkových) takových slov a frází a dalších gramatických forem takových slov a frází (zahrnujíce slovesa, přídavná jména, gerundia, příčestí a infinitivy)). Zákon opomíjí "tits" (kozy), ale zahrnuje "asshole" (kretén), která nebyla součástí jeho původního vystoupení. O tomto zákoně se nikdy nehlasovalo. Posledním úkonem ohledně tohoto zákona bylo jeho postoupení ústavnímu podvýboru (United States House Judiciary Subcommittee on the Constitution, Civil Rights, and Civil Liberties) dne 15. ledna 2004.

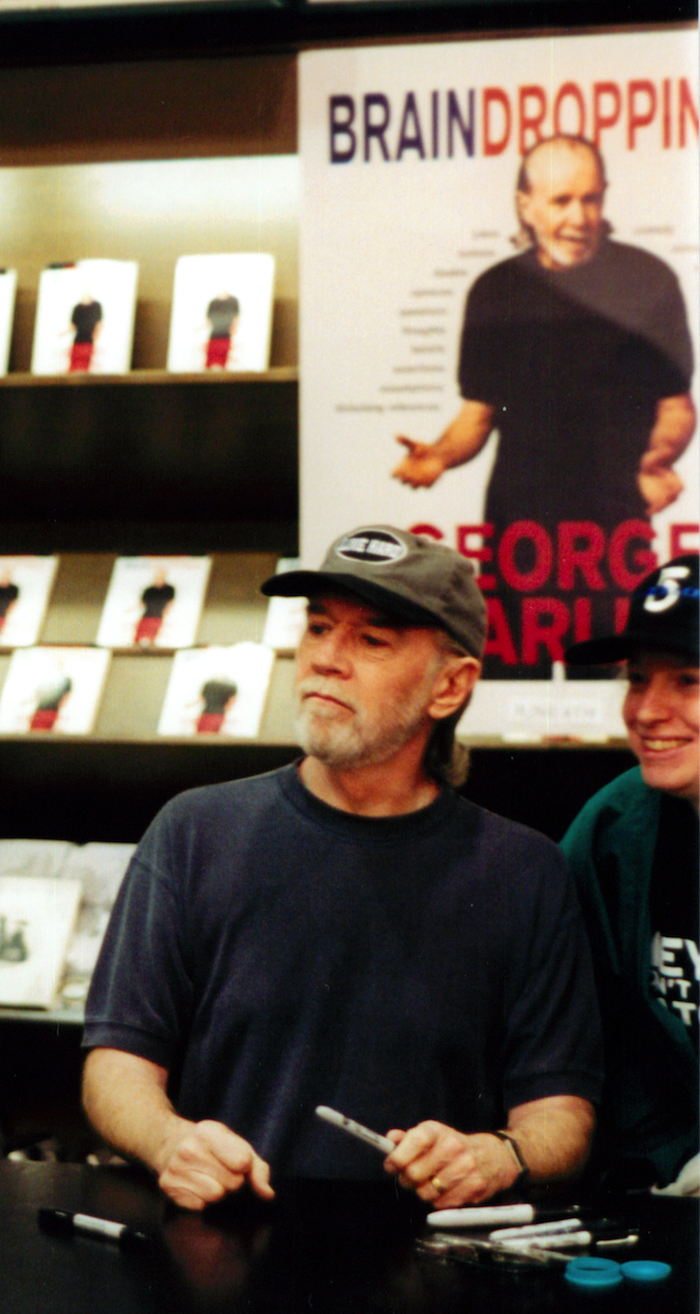
Na autogramiádě své knihy

V průběhu let vystupoval pravidelně jako hlavní hvězda v Las Vegas v Nevadě, ale v roce 2005 byl ze své role v "MGM Grand Las Vegas" propuštěn po ostrém sporu s diváky. Po vlažně přijatém vystoupení plném narážek na sebevražedné bomby a stínání hlav, prohlásil, že se nemohl dočkat, až z tohohle podělanýho hotelu a z Las Vegas vypadne, s tím, že chce odjet zpátky na východ, kde jsou opravdoví lidé. Pokračoval v urážení diváků slovy:
Lidi, který jedou do Las Vegas, to se nejdřív musíš zamyslet nad jejich podělaným intelektem. Jet stovky a tisíce mil, abyste ve finále odevzdali vaše peníze ňáký velký korporaci, to je trochu idiotský. To tady mám pořád, tyhle podělaný lidi se značně omezeným intelektem.

Divák z obecenstva na něj křikl: "přestaň nás urážet", na což odpověděl: "Díky moc, ať už to bylo cokoliv. Doufám, že to bylo pozitivní, jestli ne, no, tak mi vykuř." Společností MGM Grand byl okamžitě propuštěn a krátce na to oznámil, že nastoupil odvykací kůru pro závislost na alkoholu a prášcích proti bolesti.
V polovině roku 2006 vyrazil na turné navazující na vysílání svého třináctého speciálu Life Is Worth Losing pro HBO 5. listopadu 2005. Show se vysílala živě z divadla Beacon Theatre v New Yorku a Carlin v jejím úvodu prohlásil: "jsem 341 dní střízlivý" čímž narážel na odvykací kůru nastoupenou po propuštění z MGM. Témata zahrnovala sebevraždy, přírodní katastrofy (a přání spatřit je propuknout naplno), kanibalismus, genocidu, lidské oběti, ohrožování občanských práv v Americe a možnosti zpochybnění lidské nadřazenosti nad ostatními zvířaty.
Dne 1. února 2006, během své show Life Is Worth Losing z Tachi Palace Casino v Lemoore v Kalifornii, zmínil publiku, že byl propuštěn teprve před šesti týdny z nemocnice po srdečním infarktu a zápalu plic, a vystoupení označil jako "first show back" (první show po).
Svůj hlas propůjčil Fillmorovi, postavě z animovaného filmu Cars (Auta) z dílny Disney/Pixar, uvedenému do kin 9. června 2006. Postava Fillmora, který je prezentován jako protivládní hippie, je VW Microbus 1960 (pozn. překl.: starší verze Volkswagen Transporteru), s psychedelickou malbou a poznávací značkou "51237", Carlinovým datem narození. V roce 2007 poskytl hlas postavě čaroděje v Happily N'Ever After, svém posledním filmu, společně se Sarrah Michelle Gellarovou, Freddiem Prinzem Jr., Andym Dickem a Wallacem Shawnem.
Jeho poslední stand-up speciál pro HBO, nazvaný It's Bad for Ya, byl vysílán 1. března 2008, z "Wells Fargo Center for the Arts" V Santa Rose, Kalifornie. Motivy, které se objevily v tomto HBO speciálu zahrnovaly "americký kecy", "práva", "smrt", "stáří" a "výchovu dětí". Ve vystoupení nastínil mnoho problémů, kterým Amerika čelí a oznámil publiku, aby se prokousali "bullshit" (kecama) světa a "enjoy the carnival" (užili si karneval). Na materiálu k tomuto speciálu pracoval během svých vystoupení po celé zemi několik předchozích měsíců.

## Osobní život
V roce 1961 se oženil s Brendou Hosbrookovou (5. srpna 1936 – 11. května 1997), se kterou se seznámil během turné předchozího roku. Měli spolu jediné dítě, dceru Kelly, která se narodila 15. června 1963. V roce 1971 obnovili svůj svatební slib v Las Vegas. Brenda zemřela v roce 1997 na rakovinu jater, den před Carlinovými 60. narozeninami.
24. června 1998 si, v privátním, neregistrovaném obřadu, vzal za ženu Sally Wadeovou. Manželství trvalo až do jeho smrti, dva dny před desátým výročím jejich svatby.
Ačkoliv byl vychováván v římskokatolické víře, což anekdoticky popsal na albech FM & AM a Class Clown, byli náboženství, Bůh a zvláště přívrženci náboženství v jeho vystoupeních častými předměty kritiky. V rozhovorech a ve svých představeních popisoval, v čem spatřoval nedostatky organizovaného náboženství, zejména ve svých rutinách nazvaných "Religion" (Náboženství) a "There Is No God" ("Neexistuje žádný Bůh") z alba You Are All Diseased (Všichni jste postižení). Jeho pohledy na náboženství jsou ukázány také v posledním stand-up speciálu HBO It's Bad for Ya (To ti škodí), ve kterém zesměšnil tradiční přísahání na Bibli jako "bullshit" (hovadinu), "make believe" (předstírání), a "kids' stuff" (dětinskost). V představení It's Bad for Ya zesměšnil Carlin náboženství, když vyjmenoval typy klobouků, které různá náboženství požadují nebo zakazují jako součásti svých obřadů. Zmínil, že by nikdy nechtěl být součástí skupiny, která požaduje nebo zakazuje nošení klobouků. Vtipkoval také ve své druhé knize Brain Droppings, že uctívá Slunce, s tím, že jedním z důvodů je to, že ho může vidět.

## Témata
Jeho materiál spadá do jedné ze tří jím popsaných kategorií: „the little world“ (malý svět) – pozorovatelský humor, „the big world“ (velký svět) – sociální komentáře a zvláštnosti anglického jazyka, eufemismy, dvojsmysly, obchodní žargon, všechny spadající do souhrnného tématu, Carlinovými slovy, „humanity's bullshit“ (kraviny lidstva), které mohou zahrnovat vraždu, genocidu, válku, znásilnění, korupci, náboženství a další aspekty lidské civilizace. Byl známý svým mícháním pozorovatelského humoru s rozsáhlejším sociálním komentářem. Jeho podání těchto témat bylo často zabaleno do mizantropického a nihilistického hávu, jako například v jeho prohlášení během show Life is Worth Losing (Život stojí za jeho ztrátu):
Dívám se na to takhle… Po celá staletí dělal člověk všechno, co mohl, aby zničil, pošpinil a narušil přírodu: odlesňování, povrchová těžba, znečišťování ovzduší, nadměrné rybaření v oceánech, znečišťování řek a jezer, ničení mokřin a podzemních vod… takže, když příroda udeří zpět a praští ho po hlavě a kopne ho do kulí, užívám si to. Nemám s lidskými bytostmi naprosto vůbec žádný soucit. Žádný. A ať už lidstvo čelí jakýmkoli problémům, způsobeným přírodou nebo lidstvem samotným, vždycky doufám, že se to ještě zhorší.

Svou prací se často zaměřoval na jazyk. Eufemismy, které se, podle jeho názoru, snaží skrýt nebo překroutit skutečný smysl a význam jazyka, a jsou nabubřelé, arogantní nebo hloupé, byly častými terči Carlinových scének. Když byl v pořadu Inside the Actors Studio dotázán, co ho nabuzuje, odpověděl: „Reading about language.“ (Čtení o jazyce.) Když byl dotázán, na co je ve své kariéře nejpyšnější, odpověděl že je to množství jeho knih, které se prodaly; téměř milion kusů.
Zvláště se zaměřoval na prominentní témata v americké a západní kultuře, jako posedlost slávou a hvězdností, konsumerismem, konservativním křesťanstvím, politickým odcizením, mocí korporací, pokrytectvím, výchovou dětí, fast foodovým stravováním, zpravodajskými stanicemi, svépomocnými publikacemi, slepým vlastenectvím, sexuálními tabu, některými využitími technologií a prostředků sledování, hnutím pro-life a mnoha dalšími. Carlin například často kritizoval volby jako iluzi výběru. Uvedl, že naposledy volil v roce 1972 George McGoverna, který kandidoval na prezidenta proti Richardu Nixonovi.

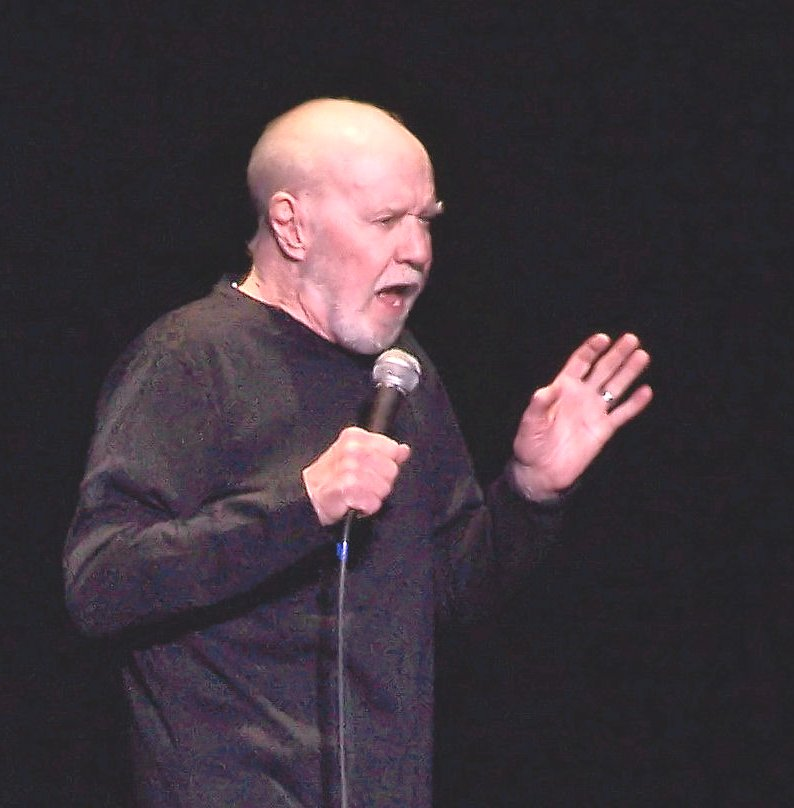
George Carlin v Trentonu, New Jersey, 4. dubna 2008

Ve svých show i v rozhovorech otevřeně přiznává, že smyslem jeho bytí byla zábava, že tu byl pro show. Projevil vřelou škodolibost ve sledování velké části lidstva, jak samo sebe pomalu ničí, podle jeho odhadu, ze své podstaty. Říká: „Když se narodíte, dostáváte lístek do obludária. Když se narodíte v Americe, dostanete sedadlo v první řadě.“ Přiznává, že je to značně sobecká záležitost, zvláště když označuje rozsáhlé humanitární katastrofy za zábavu. Ve svém představení You Are All Diseased (Všichni jste postižení) toto téma trochu rozvinul, když sdělil divákům: „Vždycky jsem byl ochotný se vystavit velkému osobnímu riziku pro dobro zábavy. A vždycky jsem byl ochotný vystavit vás velkému osobnímu riziku, ze stejného důvodu.“
V tomtéž rozhovoru popsal svůj zážitek se zemětřesením v Kalifornii počátkem 70. let „… jízdu zábavním parkem. Opravdu, podle mě je to tak úžasná věc, uvědomit si, že nemáte absolutně žádnou kontrolu, a vidět jak se skříň sama přesouvá po pokoji je prostě strhující.“
Scénka v jeho HBO speciálu z roku 1999 You Are All Diseased, zaměřující se na letištní ochranu, dospěje až k prohlášení: „Zkuste si někdy proboha zariskovat! Udělejte si ze života někdy trochu zábavu! Většina Američanů je ustrašených a bez fantazie a ani si neuvědomuje, že existuje něco jako nebezpečná zábava, a rozhodně nerozezná dobrou show, když na ní kouká.“
Vedle hry se slovy a vtipů o sexu zařazoval do svého materiálu vždy i politiku, ale v polovině 80. let se z něj stal ostrý kritik sociálních poměrů jak ve speciálech HBO, tak v knižních kompilacích svého materiálu. Opíral se stejně do konservatistů i do liberálů. Diváci HBO to zakusili zvlášť ostře v jeho komentáři k vládě Ronalda Reagana ve speciálu z roku 1988 What Am I Doing in New Jersey? (Co to dělám v New Jersey?), vysílaném živě z Park Theatre v Union City, New Jersey.

## Smrt a odkaz
Jeho srdeční problémy se objevovaly po několik desetiletí. Šlo o tři srdeční infarkty (v roce 1978 ve věku 41 let a v letech 1982 a 1991), arytmii, která si v roce 2003 vyžádala ablační zákrok, a významnou příhodu zástavy srdce ke konci roku 2005. Dvakrát podstoupil angioplastiku z důvodu uvolnění zúžených tepen. Začátkem roku 2005 nastoupil do protidrogového rehabilitačního zařízení léčit svou závislost na alkoholu a vicodinu.
22. června 2008 byl hospitalizován v Saint John's Health Center v Santa Monice poté, co se u něj objevily bolesti na hrudníku a později toho dne, v 5:55 odpoledne (pacifického času), zemřel na selhání srdce. Bylo mu 71 let. Zemřel týden po svém posledním představení v The Orleans Hotel and Casino v Las Vegas, měl naplánovány další show. Podle svého přání byl zpopelněn a jeho popel byl rozprášen bez jakýchkoliv veřejných či náboženských obřadů.
Jako poctu odvysílala HBO mezi 25. a 28. červnem jedenáct z jeho čtrnácti HBO speciálů, včetně dvanáctihodinového maratonu na kanálu HBO Comedy. NBC zařadila do programu opakování první epizody Saturday Night Live, kterou Carlin uváděl. Jak stanice "Raw Dog Comedy," rádia Sirius Satellite Radio, tak stanice "XM Comedy," rádia XM Satellite Radio, vysílaly následujícího dne po Carlinově smrti vzpomínkový maraton jeho nahrávek. Larry King věnoval vzpomínce na Carlina celou svou show ze dne 23. června, s rozhovory s Jerrym Seinfeldem, Billem Maherem, Roseanne Barrovou a Louisem Blackem, stejně jako s Carlinovou dcerou Kelly a jeho bratrem Patrickem.
New York Times o něm dne 24. června otiskly článek Jerryho Seinfelda. Kreslíř Garry Trudeau vzdal 27. června Carlinovi poctu ve svém komickém stripu Doonesbury.
Čtyři dny před svou smrtí mu centrum Johna F. Kennedyho (John F. Kennedy Center for the Performing Arts) čestné ocenění cenu Marka Twaina za humor. Cena byla předávána 10. listopadu ve Washingtonu a on se tak tímto stal prvním posmrtně oceněným člověkem. Mezi komiky, kteří se udílení zúčastnili, byli Jon Stewart, Bill Maher, Lily Tomlin (dřívější dvojnásobná držitelka této ceny), Lewis Black, Denis Leary, Joan Riversová a Margaret Cho.
Louis C.K. mu věnoval svůj stand-up speciál Chewed Up a Lewis Black mu věnoval celou druhou sezónu své televizní show Lewis Black's Root of All Evil.
Několik let skládal a sepisoval svůj životopis, který měl být vydán ve spojení s broadwayskou one-man show. Předběžný název zněl New York City Boy (Kluk z New Yorku). Po jeho smrti životopis editoval Tony Hendra, jeho spolupracovník na obou projektech, a nakonec vyšel pod názvem Last Words (ISBN 1-4391-7295-1). Tato kniha, zachycující většinu jeho života i plány do budoucna, včetně one-man show, byla vydána v roce 2009. Vydaná studiová nahrávka knihy je vyprávěna Carlinovým bratrem Patrickem.
Text one-man show je naplánován pro publikování pod názvem New York Boy.
The George Carlin Letters: The Permanent Courtship of Sally Wade (Dopisy George Carlina: Nekončící námluvy Sally Wadeové), Carlinovy vdovy, sbírka ještě nevydaných písemností a výtvarných prací Carlina propletených s Wadeové líčením posledních deseti let jejich společného života, byla vydána v březnu 2011. Název je slovním spojením z ručně psaného vzkazu, který Sally našla vedle svého počítače při návratu z nemocnice po smrti manžela.
V roce 2008 oznámila jeho dcera Kelly Carlinová-McCallová záměr vydat "ústní historii," sbírku příběhů jeho přátel a rodiny, ale později naznačila, že byl tento projekt odložen kvůli dokončení jejích vlastních pamětí.

## Dílo

### Diskografie

#### Hlavní
- 1963 Burns and Carlin at the Playboy Club Tonight
- 1967 Take-Offs and Put-Ons
- 1972 FM & AM
- 1972 Class Clown
- 1973 Occupation: Foole
- 1974 Toledo Window Box
- 1975 An Evening with Wally Londo Featuring Bill Slaszo
- 1977 On the Road
- 1981 A Place for My Stuff
- 1984 Carlin on Campus
- 1986 Playin' with Your Head
- 1988 What Am I Doing in New Jersey?
- 1990 Parental Advisory: Explicit Lyrics
- 1992 Jammin' in New York
- 1996 Back in Town
- 1999 You Are All Diseased
- 2001 Complaints and Grievances
- 2006 Life Is Worth Losing
- 2008 It's Bad for Ya

#### Kompilace
- 1978 Indecent Exposure: Some of the Best of George Carlin
- 1984 The George Carlin Collection
- 1992 Classic Gold
- 1999 The Little David Years (1971-1977)
- 2002 George Carlin on Comedy

### Filmografie
| Rok  | Název                            | Role                    | Poznámky   |
| ---- | -------------------------------- | ----------------------- | ---------- |
| 1968 | With Six You Get Eggroll         | Herbie Fleck            |            |
| 1976 | Car Wash                         | Řidič taxi              |            |
| 1979 | Americathon                      | Vypravěč                |            |
| 1987 | Outrageous Fortune               | Frank Madras            |            |
| 1989 | Bill & Ted's Excellent Adventure | Rufus                   |            |
| 1990 | Working Tra$h                    | Ralph                   |            |
| 1991 | Bill & Ted's Bogus Journey       | Rufus                   |            |
| 1991 | The Prince of Tides              | Eddie Detreville        |            |
| 1999 | Dogma                            | Kardinál Ignatius Glick |            |
| 2001 | Jay a Mlčenlivej Bob vrací úder  | Stopař                  |            |
| 2003 | Scary Movie 3                    | Architekt               |            |
| 2004 | Táta na plný úvazek              | Bart Trinké             |            |
| 2005 | Tarzan II                        | Zugor                   | Pouze hlas |
| 2005 | The Aristocrats                  | Sám sebe                |            |
| 2006 | Cars (Auta)                      | Fillmore                | Pouze hlas |
| 2006 | Mater and the Ghostlight         | Fillmore                | Pouze hlas |
| 2007 | Happily N'Ever After             | Wizard                  | Pouze hlas |

### Televize
- The Kraft Summer Music Hall (1966)
- That Girl (jako host) (1966)
- The Ed Sullivan Show (více příležitostí)
- The Smothers Brothers Comedy Hour (host 3. sezóny) (1968)
- What's My Line?  (host) (1969)
- The Flip Wilson Show (spisovatel, vystupující) (1971–1973)
- The Mike Douglas Show (host) (18. února, 1972)
- Saturday Night Live (Host, episody 1 a 183) (1975 & 1984)
- Nick at Nite (station IDs) (1987)
- Justin Case (jako Justin Case) (1988) TV film režírovaný Blakem Edwardsem
- Thomas the Tank Engine & Friends (jako americký vypravěč: Série 3-4\předabované série 1-2) (1991–1995)
- Shining Time Station (jako Mr. Conductor) (1991–1993)
- Mr. Conductor's Thomas Tales (jako Mr. Conductor/vypravěč) (1996–1997)
- Storytime with Thomas (jako Mr. Conductor/vypravěč) (1998)
- The George Carlin Show (jako George O'Grady) (1994–1995) Fox
- Streets of Laredo (jako Billy Williams) (1995)
- The Simpsons (jako Munchie, episoda "D'oh-in in the Wind") (1998)
- I'm Telling You For The Last Time
- The Daily Show (host 1. února, 1999; 16. prosince, 1999; a 10. března, 2004)
- MADtv (objevil se jako host v epizodách MADtv 518 & 524) (2000)
- Inside the Actors Studio (2004)
- Cars Toons: Mater's Tall Tales (jako Fillmore) (archive footage) (2008)

### Videohry
- Cars (2006) (jako Fillmore)

### Speciály HBO
| Speciál                           | Rok  | Poznámky |
| --------------------------------- | ---- | --- |
| On Location: George Carlin at USC | 1977 | |
| George Carlin: Again!             | 1978 | |
| Carlin at Carnegie                | 1982 | |
| Carlin on Campus                  | 1984 | |
| Playin' with Your Head            | 1986 | |
| What Am I Doing in New Jersey?    | 1988 | |
| Doin' It Again                    | 1990 | |
| Jammin' in New York               | 1992 | |
| Back in Town                      | 1996 | |
| George Carlin: 40 Years of Comedy | 1997 | |
| You Are All Diseased              | 1999 | |
| Complaints and Grievances         | 2001 | |
| Life Is Worth Losing              | 2005 | |
| All My Stuff                      | 2007 | Sada prvních 12 Carlinových stand-upových speciálů (vyjma George Carlin: 40 Years of Comedy, a Its Bad For Ya). |
| It's Bad for Ya                   | 2008 | |